# Thích phu nhân
Thích phu nhân (chữ Hán: 戚夫人, ? - 194 TCN), hay còn gọi là Thích Cơ (戚姬), là một phi tần rất được sủng ái của Hán Cao Tổ Lưu Bang, người sáng lập ra nhà Hán trong lịch sử Trung Quốc.
Bà là mẹ của Triệu vương Lưu Như Ý, do mẹ được sủng ái nên Như Ý cũng được Cao Tổ coi trọng, từng có ý định lập Như Ý thay Hán Huệ Đế Lưu Doanh làm Thái tử. Sau khi Cao Tổ băng hà, Thích Cơ cùng con trai bị mẹ của Hán Huệ Đế là Lữ hậu ra tay tàn sát rất độc ác, nổi danh trong lịch sử.

## Cuộc đời

### Mẫu tử thụ sủng
Thích Cơ xuất thân từ Tần Mạt, Định Đào (huyện Định Đào, tỉnh Sơn Đông). Tương truyền Thích Cơ mỹ mạo vô song, giỏi ca vũ, chế tác ra một khúc gọi là "Kiều tụ chiết miêu" (翘袖折腰), khi Thích Cơ nhảy múa trông đầy sắc sảo, diễm lệ nhất thiên hạ, cho nên trong số các phi tần của Hán Cao Tổ thì Thích Cơ được ân sủng lớn nhất, phong làm Phu nhân. Những người thiếp của Cao Tổ như Bạc cơ, Triệu cơ đã sinh cho Cao Tổ nhiều con trai, nhưng trong đó con trai của Thích phu nhân là Lưu Như Ý từ nhỏ đã thông minh đĩnh ngộ, được Cao Tổ yêu hơn cả. Cao Tổ thường nói rằng Như Ý giống mình. Việc bà cùng con trai được Hán Cao Tổ yêu khiến nảy sinh lòng ghen ghét của Lữ hậu, mẹ của Thái tử Lưu Doanh.
Thái tử Lưu Doanh nhân đức nhưng thiếu hẳn sự cứng rắn và quyết đoán nên Hán Cao Tổ có ý cho Lưu Như Ý thay. Thêm sự lôi kéo của Thích phu nhân nên Cao Tổ càng có ý quyết định, dự định sẽ cùng hiệu triệu quần thần nghị luận. Lữ hậu lo lắng, bèn sai em là Lữ Trạch đến nài nỉ nhờ Trương Lương đang làm thiếu phó giúp Lưu Doanh. Nhờ Trương Lương giúp, Lưu Doanh mời được 4 hiền sĩ trong thiên hạ là Đông Viên công (東園公), Lộc Lý (甪里), Ỷ Lý Quý (綺里季) và Hạ Hoàng công (夏黃公) mà trước đó chính Cao Tổ hoàng đế không sao mời nổi. Sau khi đánh phá quân Anh Bố về, Cao Tổ hoàng đế ốm càng nặng, muốn thay Thái tử. Đến khi ăn tiệc, Thái tử Lưu Doanh rót rượu đứng chầu. Bốn người theo thái tử tuổi đều ngoài tám mươi, mày râu bạc phơ, áo mũ rất đẹp. Cao Tổ lấy làm lạ hỏi. Bốn người tiến đến thưa, kể họ tên. Cao Tổ hoàng đế kinh ngạc, hỏi ra mới biết là các hiền sĩ mà bấy lâu mình mời không được.
Bốn người nói với Cao Tổ:"Bệ hạ khinh kẻ sĩ, hay mắng người, bọn thần nghĩa khí không chịu nhục, cho nên sợ mà trốn tránh. Nay trộm nghe thái tử là người nhân đức hiếu thảo, cung kính, thương yêu kẻ sĩ, trong thiên hạ không ai không vươn cổ muốn vì thái tử mà chết, vì vậy chúng tôi đến đây". Hán Cao Tổ nói:"Phiền các ông nhờ giúp đỡ thái tử cho trót". Bốn người chúc thọ xong, đứng dậy đi ra. Cao Tổ cho gọi Thích phu nhân vào, chỉ bốn người kia bảo rằng:"Ta muốn đổi nó, nhưng bốn người kia đã giúp nó. Lông cánh nó đã thành, khó mà lay chuyển được. Lữ hậu là chủ của nàng rồi đấy!".
Lưu Doanh giữ được ngôi Thái tử không bị truất. Cao Tổ phong cho Như Ý làm Triệu vương (趙王), cử tướng Chu Xương làm tướng quốc giúp đỡ.
Truyền thuyết kể rằng, Thích phu nhân sau khi không mưu được cho con trai Lưu Như Ý làm Thái tử thì buồn khóc, không biết làm sao. Cao Tổ nói:"Nàng hãy múa lối Sở, cho ta xem! Ta sẽ hát lối Sở cho nàng nghe". Thích phu nhân tuân lệnh, liền đứng múa theo điệu nước Sở. Cao Tổ liền hát hoạ. Hát rằng:
Chim hồng hộc bay cao,
Một cất cánh ngàn dặm.
Lông cánh đã đầy đủ,
Bốn bể bay xa thẳm.
Bốn bể bay xa thẳm.
Bây giờ biết làm sao?
Tên dây tuy có đó,
Biết đặt ở nơi nào?
Hán Cao Tổ hát mấy lần, Thích phu nhân biết ý không đưa Như Ý lên thay Doanh nữa, vừa múa vừa nức nở chảy nước mắt.

### Kết cục
Năm 195 TCN, Hán Cao Tổ băng hà, Thái tử Lưu Doanh lên nối ngôi, tức là Hán Huệ Đế. Lữ hậu đăng vị Hoàng thái hậu.
Theo lệ nhà Hán, Hoàng tử được phong Vương, thì mẫu thân trở thành Vương thái hậu, cùng con trai đến đất phong, ví dụ như Bạc Cơ, mẹ của Đại vương Lưu Hằng. Thế nhưng Lữ Thái hậu sai giam Thích phu nhân ở Vĩnh Hạng cung (永巷宮), không cho đến Triệu quốc cùng con trai. Thích phu nhân trong cung bị giam cầm khổ sở, oán hận Thái hậu mà ca thán: "Nhi tử vi chư hầu vương, mẫu thân vi nô lệ, chung nhật thung mễ đáo bạc mộ, thường thường dữ tử vong vi ngũ! Mẫu tử tương ly tam thiên lý, yếu trảo thùy lai cáo tố nhĩ?".
Lữ Thái hậu nghe đến lời bài hát, nổi cơn đại nộ và gọi Triệu vương đến Trường An, muốn giết cả mẹ lẫn con. Hán Huệ Đế thương em, biết Thái hậu giận, nên thân hành đón Như Ý ở Bá Thượng, rồi luôn luôn kèm lúc Như Ý đi đứng, ăn uống. Thái hậu muốn giết Như Ý nhưng không có dịp nào. Sứ giả của Thái hậu triệu tập, tướng quốc Chu Xương cự tuyệt không nghe lệnh. Thái hậu cả giận, bèn sai người gọi Chu Xương về. Chu Xương về đến Trường An, Thái hậu lại sai người mời Triệu vương lần nữa. Triệu vương đành phải ra đi.
Năm sau (194 TCN), mùa đông, Hán Huệ đế buổi sớm ra đi săn bắn. Như Ý còn nhỏ, không thể dậy sớm. Thái hậu nghe tin Như Ý ở một mình, bèn sai người mang thuốc độc đến cho Như Ý uống. Lúc mờ sáng, Huệ Đế trở về thì Như Ý đã chết. Sau khi Như Ý chết, Lữ Thái hậu mới ra tay trả thù Thích phu nhân. Thái hậu sai người chặt chân tay Thích phu nhân, rồi móc mắt, đốt tai, cắt mũi, cho uống thuốc thành câm. Sau đó Thái hậu sai để Thích phu nhân ở trong nhà xí, gọi đó là Nhân trư (人彘; có nghĩa là người lợn).
Sau mấy hôm, Thái hậu cho gọi Huệ Đế vào để xem "Nhân trư". Hán Huệ Đế trông thấy, ngạc nhiên bèn hỏi là ai, khi biết đó là Thích phu nhân thì liền khóc rống lên, sai người nói với Thái hậu: "Việc đó không phải là việc con người làm! Ta là con của Thái hậu, không thể nào trị thiên hạ được!". Thích phu nhân mất không lâu sau đó.